# Björksätra kyrka
Björksätra kyrka är en kyrkobyggnad i Sandviken. Den tillhör Sandvikens församling i Uppsala stift.

## Kyrkobyggnaden
I samband med 1970-talets utbyggnad av Björksätraområdet i Sandviken fanns behov av ett kyrkligt centrum. 1975 uppfördes kyrkan med tillhörande församlingsgård i tegel. Arkitekter var Artur von Schmalensee  och Hilding Lögdberg. Tacksägelsedagen 1975 invigdes kyrkan av domprost Clarence Nilsson.
Kyrkorummet har rödbruna tegelväggar och ett parkettgolv. Innertaket har en öppen takstol och är klätt med träpanel.

## Inventarier
Orgeln är byggd av Grönlunds Orgelbyggeri, och har 13 stämmor, två manualer och pedal.